# (14313) Dodaira
(14313) Dodaira est un astéroïde de la ceinture principale.

## Description
(14313) Dodaira est un astéroïde de la ceinture principale. Il fut découvert le 22 octobre 1976 à Kiso par Hiroki Kosai et Kiichiro Hurukawa. Il présente une orbite caractérisée par un demi-grand axe de 3,00 UA, une excentricité de 0,11 et une inclinaison de 10,5° par rapport à l'écliptique.

## Compléments